# Morella microbracteata
Morella microbracteata là một loài thực vật có hoa trong họ Myricaceae. Loài này được (Weim.) Verdc. & Polhill mô tả khoa học đầu tiên năm 1998.